# Hadena lebruni
Hadena lebruni là một loài bướm đêm trong họ Noctuidae.